# Chvalkovice
Chvalkovice (deutsch Chwalkowitz) ist eine Gemeinde in Tschechien. Sie liegt zehn Kilometer südwestlich von Morkovice-Slížany und gehört zum Okres Vyškov.

## Geographie
Chvalkovice befindet sich am südlichen Fuße des Hradisko in den Litenčické vrchy, Das Dorf liegt über der Quellmulde des Baches Chvalkovický potok. Nordöstlich erhebt sich der Lichov (381 m), im Südosten die Jezírka (388 m) und nordwestlich die Stará hora.
Nachbarorte sind Zdravá Voda im Norden, Kozojedsko und Nítkovice im Nordosten, Nemochovice im Osten, Malínky und Brankovice im Südosten, Dobročkovice, Nové Zámky und Nesovice im Süden, Milonice, Uhřice, Komorov und Rošťoutky im Südwesten, Bohaté Málkovice im Westen sowie Nové Hvězdlice und Staré Hvězdlice im Nordwesten.

## Geschichte

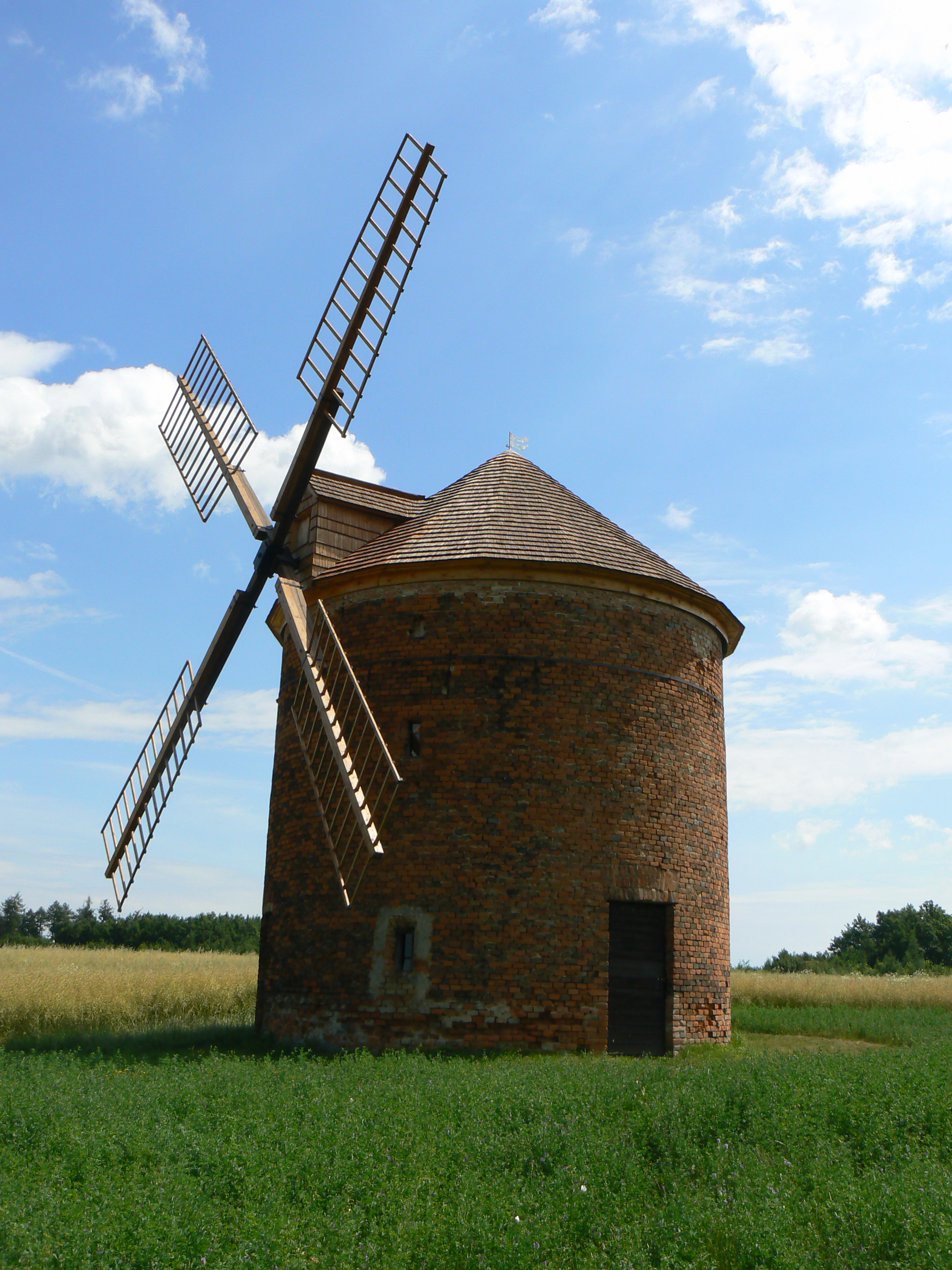
Windmühle

Die erste schriftliche Erwähnung von Chvalkovice erfolgte 1347 im Zuge des Verkaufs der Herrschaft. Die Kirche entstand um 1374. Zwei Jahre später wurde ein Badehaus und 1389 das Pfarrhaus errichtet. Das älteste Ortssiegel stammt von 1661. Im Jahre 1682 wurde in Chvalkovice eine Brauerei und Mälzerei in Betrieb genommen. 1689 wurde eine Schule eingerichtet. Bei einem Ausbruch der Pest starben 1715 fast alle Einwohner. 1780 wurde am nördlichen Ortsrand ein neuer Friedhof angelegt und der alte an der Kirche aufgehoben.
Nach der Aufhebung der Patrimonialherrschaften bildete Chvalkovice ab 1850 eine Gemeinde in der Bezirkshauptmannschaft Wischau. 1890 gründete sich eine Freiwillige Feuerwehr. Zwischen 1949 und 1959 gehörte die Gemeinde zum Okres Bučovice und kam nach dessen Aufhebung 1960 zum Okres Vyškov zurück. 1985 wurde Chvalkovice zusammen mit Nemochovice an Brankovice angeschlossen. 1990 löste sich Chvalkovice wieder los und bildete eine eigene Gemeinde. Die Freiwillige Feuerwehr löste sich im Jahre 2002 auf.

## Gemeindegliederung
Für die Gemeinde Chvalkovice sind keine Ortsteile ausgewiesen. Zu Chvalkovice gehört die Ansiedlung Komorov (Komorow).

## Söhne und Töchter der Gemeinde
- František Kameníček (1856–1930), tschechischer Historiker
- Karel Prikry (* 1944), US-amerikanischer Mathematiker

## Sehenswürdigkeiten

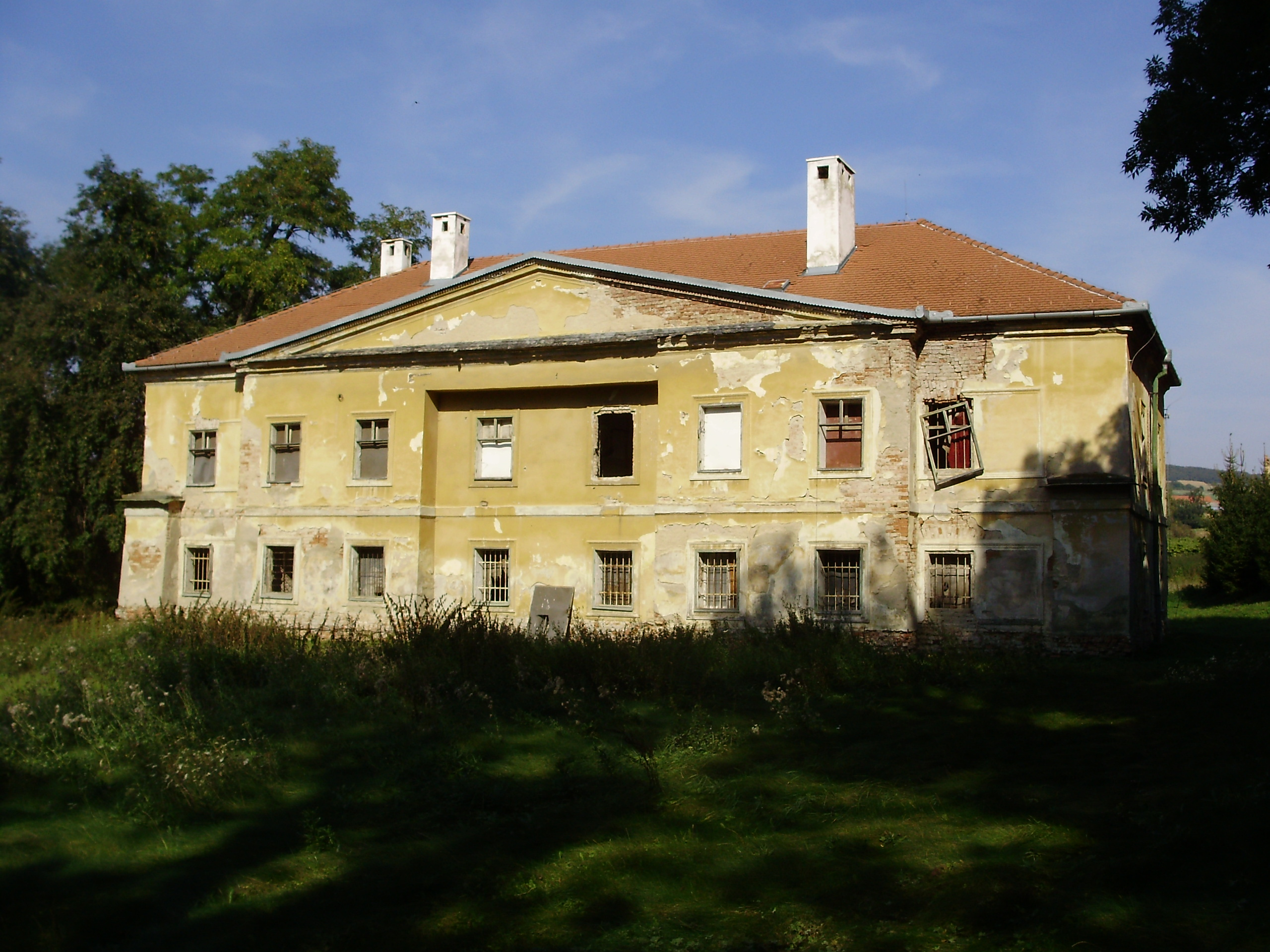
Schloss Komorov

- Pfarrkirche des Hl. Bartholomäus, erbaut um 1374. Der gotische Bau wurde in der Mitte des 18. Jahrhunderts umgestaltet und im Jahre 1871 instand gesetzt
- Friedhofskapelle zum Hl. Kreuz, errichtet 1814 für Johann Pagatsch von Paburg, unter der Kapelle befindet sich die Gruft der Ritter von Paburg
- Statue des Hl. Florian, an der Kirche
- Statuengruppe der St. Cyrill und Method am Dorfplatz
- Statue der Jungfrau Marie
- Peststatuengruppe des hl. Johannes Nepomuk, St. Rochus, St. Sebastian und Hl. Rosalia am Dorfplatz, errichtet 1718
- Schloss Komorov, nordöstlich des Dorfes, errichtet 1811–1812 im Empirestil für Johann Pagatsch von Paburg, es befindet sich derzeit in einem ruinösen Zustand. Das Schloss und der Park sind nicht öffentlich zugänglich.
- Holländerwindmühle östlich über dem Dorf, erbaut um 1870